# Малюнок темряви
«Малюнок темряви» (англ. The Drawing of the Dark) — історико-фентезійний роман американського письменника Тіма Пауерса, що вийшов 1979 року у видавництві Дель Рей Букс.

## Сюжет
1529 рік. Браян Даффі, втомлений ірландський солдат-найманець, який побував по всьому світі, під час свого перебування у Венеції отримує роботу від таємничого Авреліана. Браян повинен поїхати до Відня та працювати вибивачем у ресторані Циммерман, колишньому монастирі, а тепер місці виготовлення знаменитого пива Герцвестен.
Тим часом османська турецька армія під керівництвом султана Сулейманом I досягла своєї найвищої могутності ще під час походу в Європу й готувалася здійснити облогу Відня. З турецькою армією подорожує Великий візир Ібрагім, маг, який має намір використати жахливі заклинання під час облоги.
Браян за рік до цього вже бував у Відні. Після повернення до міста його переслідують спогади про минулі події, також до нього приходять видіння про міфічні істоти та потрапляння в засідку з людей-тіней та демонічних монстрів.
Після приїзду до Відня Даффі возз'єднується з колишньою дівчиною Єпіфанією Фогель та її батьком Густавом, який працює над картиною, яку називає «Смерть святого Архангела Михаїла». Здається, картина ніколи не стане завершеною, оскільки старший Фогель постійно додає до твору додаткові зображення, внаслідок чого вона поступово стає все більш незрозумілою.
Після цього Браяна мобілізують до оборонної армії міста, одночасно Ауреліан проводить ірляндця вниз містичними сходами від дивної старої пивоварні до давніших печер під містом, у пошуках захисту від ворожої армії та ключів до особистості самого Даффі.
Як виявляється, Авреліан знає набагато більше про Даффі та його минуле, ніж сам Браян, а справжня мета його приходу на цю роботу — захищати прихованого Короля-рибалку, таємного духовного лідера західного світу, а також захистити його та увесь Західний світ від Турецького вторгнення. І справжньою причиною того, що Відень не повинен бути захоплений турками, є місце розташування пивоварні Герцвестен. Його світле пшеничне пиво відоме у всій Європі, але темне пиво, яке виробляється лише кожні сім сотень років, має надприродні властивості і не повинно потрапити до рук противника.
Тим часом інші прибувають до Відня в очікуванні епохальних подій. Так звані «темні птахи», магічно чутливі особи з далеких куточків світу, прибувають до міста, сподіваючись на ковток герцвестенського темного пива, а невелика група вікінгів середнього віку неймовірним чином зуміла пропливти своїм кораблем по Дунаю до Відня, відчувши, що там відбудеться напророчена фінальна битва Рагнарок.

## Відгуки
SF Site назвав роман «коштовністю». На сторінках журналу Блек Гейт схвально відгукнулися про роман, зазначивши, що він «сповнений винахідливості, спільної для творів Пауерса», і похвалив як героїв роману, так і раптову зміну тону (від «осінньої» до «позитивної зимової») у сюжеті роману.
Джеймс Ніколл описав відчуття під час прочитання роману як «грубий проєкт роману Пауерса», але підкреслив, що це не означає критику; скоріше, «пізніші романи Пауерса стали ще кращими». Амаль Ель-Мохтар на сторінках Порнокітча також визнала, що це «прото-потужна робота», яка містить «насіння майбутньої літератури, яку (вона) абсолютно обожнювала», проте розкритикувала його за надмірний орієнталізм і за те, що не подавалося жодної з точок зору незахідних персонажів.

## Міфічні та історичні персонажі, використані в романі
- Король Артур/Зигмунд (Браян Даффі)
- Мерлін (ААврелій Амбросій).
- Король-рибалка – Таємний король заходу, здоров’я якого пов'язане із здоров’ям землі і має бути захищеним, інакше страждає західний світ.
- Римський бог Діоніс
- Харон – паромник
- Гамбрінус – пивовар
- Антоку Тен-но (Імператор Антоку)
- Привид Фінна Мак Кулла
- Володарка Озера, Морґана
- Джон Заполя (вільно базується на реальному Яношу I Заполья)
- Морріган
- Одін, Тор та Геракл (?)